# Nimbochromis venustus
Nimbochromis venustus är en fisk som beskrevs 1908 av George Albert Boulenger. Arten ingår i släktet Nimbochromis och familjen ciklider (Cichlidae). Denna ciklid är endemisk för Malawisjön i Afrika och IUCN kategoriserar den som livskraftig. Inga underarter finns listade i Catalogue of Life.